# Saison 2020 de l'Overwatch League
Navigation
Saison 2019
La saison 2020 de l'Overwatch League, aussi appelé OWL 2020, est la troisième saison de la ligue principale professionnelle du jeu Overwatch. La saison régulière commence le 8 février 2020 et se termine le 23 août. Il s'agit de la première saison où les équipes se déplacent dans les différentes villes représenter dans la ligue dans des évènements appelés homestand. Il s'agit d'un format inédit dans l'esport. Toutefois le format est abandonné à partir du 31 mars à cause de la pandémie de Covid-19. L'entièreté des matchs restants se joue donc en ligne et des tournois supplémentaires sont mis en place. 
Le championnat final démarre le 8 octobre et se termine avec la grande finale le 10 octobre. L'équipe des San Francisco Shock remporte la grande finale contre Seoul Dynasty. Elle devient donc double championne après avoir remporté la saison 2019 de l'Overwatch League. 

## Changements principaux annoncés avant le démarrage de la ligue

### Système de homestand
Avant la saison 2020, la majorité des matchs de l'Overwatch League se déroulait à la Blizzard Arena en Californie. Durant la saison 2019, trois homestand tests prennent place. Ils permettent à Blizzard de tester différentes horaires pour les matchs selon l'endroit d'accueil de ces derniers. 
Pour la saison 2020, c'est ce système de homestand qui va être retenu. Chaque équipe va devoir accueillir de 2 à 5 homestand durant toute la saison qui devra être entièrement organisé par l'organisation qui gère l'équipe. Toutes les équipes vont devoir jouer 28 matchs durant la saison 2020. C'est la première fois qu'une ligue majeur d'esport met en place ce système de matchs à domicile. 
Pendant les saisons 2018 et 2019, les organisateurs de l'Overwatch League ont divisé les équipes en deux divisions, la division Atlantique et la division Pacifique. Avec les nombreux trajets que vont devoir faire les équipes avec le système de homestand, les divisions Atlantique et Pacifique sont renommées Conférences et ces Conférences sont divisées de manière égale en deux divisions, la division Pacifique Est et Ouest et la division Atlantique Nord et Sud. Ces divisions sont mises en place pour réduire les coûts de transports. 
Avec ce grand nombre de voyage et d'évènements à travers le monde, la saison n'est plus divisée en quatre étapes. Pour contrebalancer cela, un tournoi de mi-saison sera organisé en même temps que le weekend All-Star. Le tournoi va permettre de se faire affronter les équipes les mieux classées dans chaque Conférences.

### Règles
Durant les deux premières saisons, le gagnant d'un match était l'équipe ayant gagné le plus de cartes sur une série de quatre cartes, avec une cinquième en cas d'égalité. Durant la BlizzCon précédant la saison 2020, il est annoncé que les matchs se joueraient désormais sur des séries de trois cartes. Tous les matchs commencent par une carte de contrôle suivie par une rotation de carte entre Assaut, Escorte et Hybride (les différents modes de jeu d'Overwatch), ce qui ne change pas par rapport aux années précédentes. Tout comme les saisons précédentes, si une égalité persiste après quatre cartes, une cinquième carte (en mode de jeu Contrôle) est jouée. 
Après l'annonce d'une rotation de héros dans Overwatch pour les saisons compétitives à partir de février 2020, Blizzard annonce que ce système de rotation de héros sera inclus dans la ligue et commencera à partir de la quatrième semaine de mars pour éviter que les métas ne changent pas. Chaque semaine, la ligue choisis aléatoirement un tank, deux DPS et un support parmi les personnages les plus joués dans les matchs des deux semaines précédentes. Ces héros sont alors considérés comme bannis et ne peuvent donc pas être joués pendant cette semaine. Les héros bannis ne peuvent pas être bannis la semaine qui suit. Ce système de rotation de héros est seulement utilisé pour la saison régulière et ne s'applique donc pas pendant les différents tournois et pour la finale.

### Dotation
La dotation totale reste la même à savoir 5,000,000$, toutefois la séparation de cette somme se fait différemment à cause du changement d'organisation de la ligue. L'équipe qui gagne le tournoi de mi-saison remportera 500,000$, les seconds remporteront 250,000$ et les troisièmes 150,000$. Pour la première fois, le weekend All-Star va avoir une dotation qui sera de 250,000$. Pour le championnat final, les vainqueurs de la ligue remporteront 1,500,000$ (1,100,000$ en 2019), les seconds remporteront 800,000$, les troisièmes remporteront 500,000$ et le reste de l'argent sera départagé entre les équipes classées de la 4ème à la 8ème places. 

### Diffusion
Pour la diffusion française, le quasi-totalité du groupe de commentateurs (appelé les BroCaster) de la saison 2019 revienne. On note toutefois que des nouveaux commentateurs, venant du groupe CasterNest, viennent quotidiennement. 
Contrairement aux deux premières saisons, YouTube devient partenaire et seul diffuseur de l'Overwatch League ainsi que toutes les compétitions officielles des jeux Blizzard Activision.

## Changements principaux liés auCOVID-19

### Changement des homestand
À cause de la pandémie de COVID-19, Blizzard se voit contraint d'annuler les quatre homestand prévus en Chine en février et mars 2020. Quatre équipes de la ligue sont basées en Chine où les voyages et la quarantaine empêche les autres équipes de s'y rendre et de jouer les matchs.  Deux équipes chinoises, les Guangzhou Charge et les Shanghai Dragons, annoncent se relocaliser en Corée du Sud. À la suite de l'évolution mondiale de la pandémie, Blizzard fait le choix d'annuler tous les homestands restants.

### Changement des régions
À partir de Mars, la ligue abandonne les Conférences Atlantique et Pacifique et décide de diviser les équipes en trois zones, selon leur situation géographique : Atlantique, Pacifique et Chine. Les équipes jouent seulement contre les autres équipes de leur zone pour éviter la latence pendant les matchs. 

### Tournoi de mi-saison
Le tournoi de mi-saison initial est annulé. Le 26 avril, la ligue annonce son nouveau système de tournoi qui démarre en Mai avec le May Melee Tournement. Les équipes sont divisés en deux groupes basé sur leur situation géographique, 7 équipes en Asie et 14 en Amérique. Les équipes ne peuvent pas affronter les équipes d'une autre zone à cause de la latence. Le tournoi se déroule sur un mois complet, les trois premières semaine se jouent des matchs de saison régulière qui établissent alors un classement mensuel. Lors de la quatrième semaine, les équipes les mieux classés s'affrontent dans un tournoi à double élimination. 5,000$ sont donnés à l'équipe vainqueur et un bonus est offert à chaque équipe qui remporte un match pendant la quatrième semaine. Ce format de tournoi sera aussi utilisé en Juin avec le Summer Showdown et en Juillet avec la Countdown Cup.  

### Championnat final
Le 15 juillet, la ligue annonce le format du championnat finale de cette saison 2020. Les 20 équipes joueront dans les phases qualificatifs du championnat. Ces phases sont divisées avec les mêmes zones que les trois tournois précédents. Douze équipes sont qualifiées pour les playoffs de ce championnat, 8 en Amérique et 4 en Asie. Les playoffs sont des tournois à double élimination qui permettront de faire ressortir quatre équipes parmi les 12 équipes sélectionnées, deux en Asie et deux en Amérique. Les quatre équipes gagnantes sont alors réunies dans un tournoi à double élimination permettant de savoir qui sera la championne de la saison 2020.

## Saison régulière

### Classements généraux
| Classement Amérique du Nord | Classement Amérique du Nord | Classement Amérique du Nord | Classement Amérique du Nord | Classement Amérique du Nord | Classement Amérique du Nord | Classement Amérique du Nord | Classement Amérique du Nord | Classement Amérique du Nord | Classement Amérique du Nord |
| --------------------------- | --------------------------- | --------------------------- | --------------------------- | --------------------------- | --------------------------- | --------------------------- | --------------------------- | --------------------------- | --------------------------- |
| Classement                  | Équipe                      | Conférence                  | Victoire                    | Victoire en tournoi         | Défaite                     | Pourcentage de victoire     | Matchs joués                | Cartes G-P-E                | Différence de carte         |
| Qualifié pour les playoffs  |                             |                             |                             |                             |                             |                             |                             |                             |                             |
| 1                           | Philadelphia Fusion         | ATL                         | 19                          | 5                           | 2                           | 90,5%                       | 21                          | 59–19–0                     | +40                         |
| 2                           | San Francisco Shock         | PAC                         | 18                          | 7                           | 3                           | 85,7%                       | 21                          | 56–17–2                     | +39                         |
| 3                           | Paris Eternal               | ATL                         | 15                          | 4                           | 6                           | 71,4%                       | 21                          | 50–31–0                     | +19                         |
| 4                           | Florida Mayhem              | ATL                         | 14                          | 3                           | 7                           | 66,7%                       | 21                          | 48–30–0                     | +18                         |
| 5                           | Los Angeles Valiant         | PAC                         | 11                          | 2                           | 10                          | 52,4%                       | 21                          | 41–41–0                     | 0                           |
| Ballotage                   |                             |                             |                             |                             |                             |                             |                             |                             |                             |
| 6                           | Los Angeles Gladiators      | PAC                         | 11                          | 0                           | 10                          | 52,4%                       | 21                          | 43–39–5                     | +4                          |
| 7                           | Atlanta Reign               | ATL                         | 10                          | 0                           | 11                          | 47,6%                       | 21                          | 43–35–0                     | +8                          |
| 8                           | Dallas Fuel                 | PAC                         | 9                           | 0                           | 12                          | 42,9%                       | 21                          | 35–44–0                     | -9                          |
| 9                           | Toronto Defiant             | ATL                         | 7                           | 1                           | 14                          | 33,3%                       | 21                          | 32–48–0                     | -16                         |
| 10                          | Houston Outlaws             | ATL                         | 6                           | 0                           | 15                          | 28,6%                       | 21                          | 32–50–3                     | -18                         |
| 11                          | Vancouver Titans            | PAC                         | 6                           | 0                           | 15                          | 28,6%                       | 21                          | 23–48–0                     | -25                         |
| 12                          | Washington Justice          | ATL                         | 4                           | 0                           | 17                          | 19,0%                       | 21                          | 21–54–1                     | -33                         |
| 13                          | Boston Uprising             | ATL                         | 2                           | 0                           | 19                          | 9,5%                        | 21                          | 14–61–4                     | -47                         |

| Classement Asie            | Classement Asie    | Classement Asie | Classement Asie | Classement Asie     | Classement Asie | Classement Asie         | Classement Asie | Classement Asie | Classement Asie     |
| -------------------------- | ------------------ | --------------- | --------------- | ------------------- | --------------- | ----------------------- | --------------- | --------------- | ------------------- |
| Classement                 | Équipe             | Conférence      | Victoire        | Victoire en tournoi | Défaite         | Pourcentage de victoire | Matchs joués    | Cartes G-P-E    | Différence de carte |
| Qualifié pour les playoffs |                    |                 |                 |                     |                 |                         |                 |                 |                     |
| 1                          | Shanghai Dragons   | PAC             | 19              | 8                   | 2               | 90,5%                   | 21              | 59–15–1         | +44                 |
| 2                          | Guangzhou Charge   | PAC             | 14              | 4                   | 7               | 66,7%                   | 21              | 44–39–1         | +5                  |
| Ballotage                  |                    |                 |                 |                     |                 |                         |                 |                 |                     |
| 3                          | New York Excelsior | ATL             | 13              | 3                   | 8               | 61,9%                   | 21              | 50–30–2         | +20                 |
| 4                          | Hangzhou Spark     | PAC             | 10              | 2                   | 11              | 47,6%                   | 21              | 36–40–2         | -4                  |
| 5                          | Seoul Dynasty      | PAC             | 9               | 3                   | 12              | 42,9%                   | 21              | 33–40–2         | -7                  |
| 6                          | Chengdu Hunters    | PAC             | 7               | 1                   | 14              | 33,3%                   | 21              | 33–47–1         | -14                 |
| 7                          | London Spitfire    | ATL             | 6               | 0                   | 15              | 28,6%                   | 21              | 27–51–0         | -24                 |